# Lizha James
Elisa Lisete James Humbane, popularment coneguda com a Lizha James (Maputo, Moçambic, 12 de desembre de 1982) és una música moçambiquesa. El seu estil inclou una barreja d'estils com marrabenta, ragga, R&B i Hip-hop. També és coneguda per l'estil de Moçambic Dzukuta Pandža. En 2012 i 2016 fou considerada una de les artistes més boniques i desitjades de Moçambic

## Biografia
Començà a cantar en el cor de l'Església Metodista, però amb 14 anys va rebre les primeres influències de la música moderna occidental house. Amb 18 anys va treure el seu primer àlbum Watching You”. Dos anys després començà a treballar com a model per a les empreses Coca Cola, Sabco; Mcel; King Pie, etc.
Em 2005 Lizha va llançar el seu segon àlbum, Rainha do Ragga, en el que va destacar el seu èxit 4 all ya. Em 2006, amb un vídeo d'aquesta cançó Lizha fou premiada com a Millor Vídeo Femení al Channel O Music Video Awards. En 2007 va treure el tercer àlbum, Sentimentos de Mulher, on barreja els estils marrabenta i ragga als destacats senzills Lutas Entre Familias i Aniguiri. El mateix any fou novament premiada amb el Channel O Music Video Awards al millor vídeo de la categoria R&B, i l'Afro Music Channel Grammy amb la cançó Nuna wa Mina ("el meu marit"). Em 2008 va obtenir novament el premi Channel O Music Video Awards al millor vídeo femení, per la cançó Nita Mukuma Kwini ("on et trobaré?").
Durant aquest període va fer diverses col·laboracions amb autors sud-africans com Mandoza, Loyiso i Kabelo. En 2009 fou premiada com a Millor Artista de l'Àfrica Austral per Estilo xakhale, en col·laboració amb Loyiso i Kabelo. En 2010 va treure una segona part del seu tercer àlbum, en el que va incloure una cançó amb la cantant brasilera Alcione, "És Meu". El mateix any es va casar amb el seu promès, el productor musical Bang. En 2011, Lizha va llançar Nandi We, una cançó que parla sobre la violència domèstica, i el mateix any, Stop Trafico, finançat per l'ambaixada dels Estats Units a Moçambic i parla sobre el tràfic de nens i pretenia conscienciar sobre el problema a Moçambic.
En 2015 va treure en senzill Chocolate i en 2016 va competir pels Kora All-Africa Awards.

## Discografia
- Watching you (2000)
- Rainha do Ragga (2005)
- Sentimentos de Mulher (2007)
- Sentimentos de Mulher II (2010)
- Feel my love (2013)

## Premis
- 2005 - Premi TVZINE al millor cantant (Moçambic)
- 2006 Channel O Music Video Awards - Best Female Video (4 all ya)
- 2007 Channel O Music Video Awards - Best R&B Video (https://www.youtube.com/watch?v=i2XzYOVjkiU Nuna Wa Mina])
- 2007 Afro Music Channel Awards - Best African Song (Nuna Wa Mina)
- 2008 Channel O Music Video Awards - Best Female Video (Nita Mukuma Kwini)
- 2009 Channel O Music Video Awards - Best Southern African (Estilo Xakhale)